# Vagon

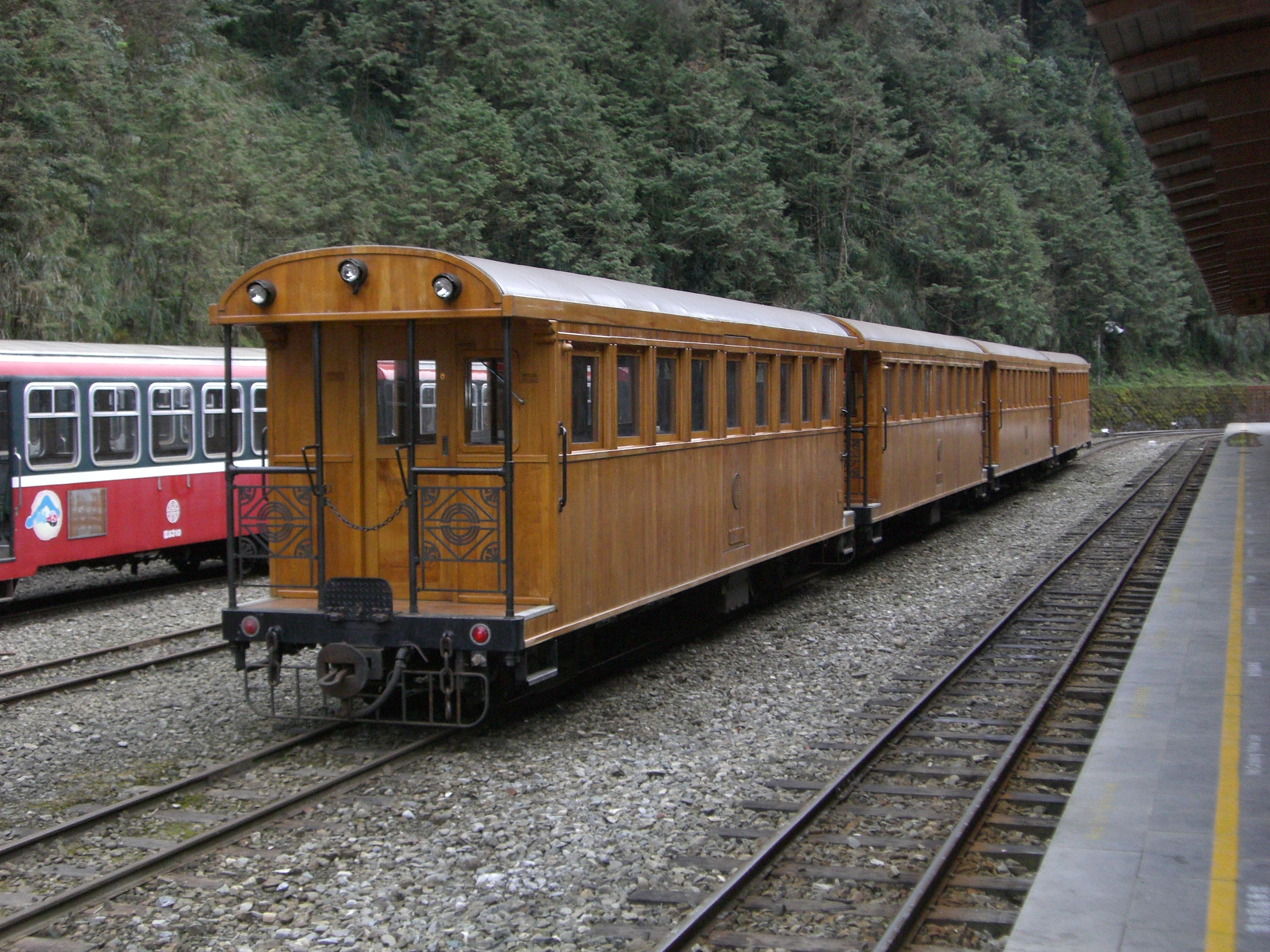
Trei vagoane cipriote

Vagonul (de la cuvântul francez wagon) este un vehicul de mari dimensiuni (propulsat sau autopropulsat) operat cu o locomotivă, care circulă pe șine și care servește la transportul persoanelor, al mărfurilor, etc. În special, trenurile diesel și cele electrice nu au nevoie de locomotivă. 
Vagoanele pentru transportul de persoane sunt clasificate în funcție de confortul oferit, acestea fiind de categoria I și de categoria a II-a, prima categoria fiind cea cu cel mai ridicat grad de confort.